# فرودگاه بین‌المللی یوگیاکارتا
فرودگاه بین المللی یوگیاکارتا یک فرودگاه بین‌المللی در اندونزی است که در منطقهٔ ویژهٔ یوگیاکارتا قرار دارد.